# Limnophora latevittata
Limnophora latevittata este o specie de muște din genul Limnophora, familia Muscidae, descrisă de Johann Andreas Schnabl și Dziedzicki în anul 1911. Conform Catalogue of Life specia Limnophora latevittata nu are subspecii cunoscute.